# Базиліка Санта-Марія-Маджоре

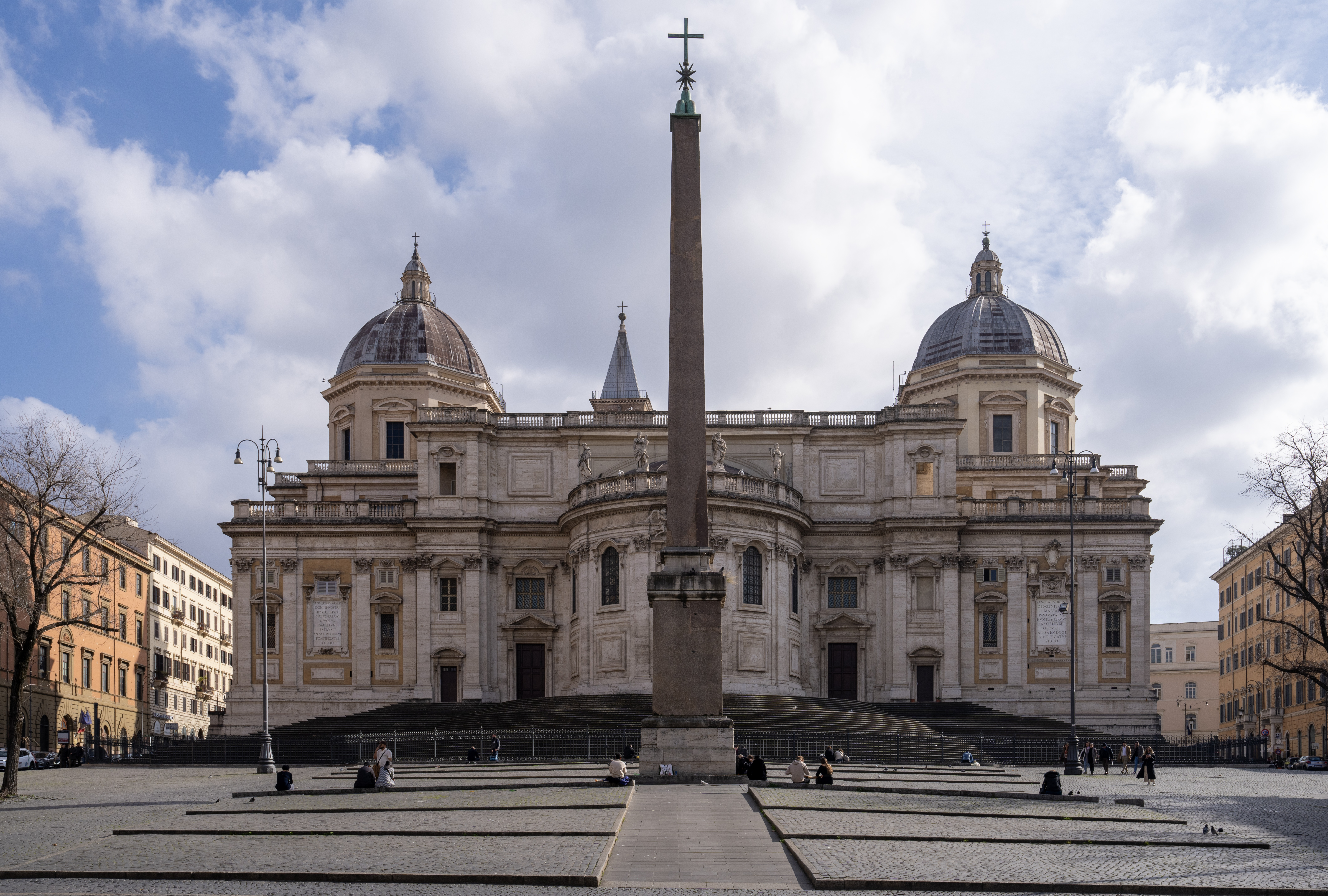
Вигляд ззаду

«Са́нта-Марі́я Маджо́ре» (італ. Basilica di S. Maria Maggiore) — церква на Есквілінському пагорбі, одна з чотирьох головних базилік Рима.

## Історія
З її заснуванням пов'язана цікава легенда. В одну з літніх ночей 352 року папі Ліберію і багатому римлянинові Джованні Патріціо явилася уві сні Мадонна і наказала побудувати на тому місці, де назавтра випаде сніг, церкву. На наступний ранок, 5 серпня 352 року, на Есквіліні, там, де тепер стоїть базиліка, лежав сніг. Після цього чуда й стали зводити церкву. Через те ще і сьогодні має церква назву лат. Santa Maria ad Nives — Марія Сніжна. Її замінила базиліка, побудована в 440-х рр. папою Сикстом III і присвячена Богоматері. Багато пап прагнули зробити цю вельми шановану римську церкву ще прекраснішою, добудовували і прикрашали її. Дзвіниця, найвища у Римі (75 м), датується 1377 роком. Нинішній фасад з портиком і лоджією побудував в 1740-х рр. Фердінандо Фуга. У лоджії, на стіні, що є старим фасадом церкви, зберігся мозаїчний декор початку XIV ст. Базиліка є найбільшою із 40 церков Рима присвячених Богородиці. Вона є екстериторіальною областю Ватикану.

## Інтер'єр церкви
Інтер'єр церкви, попри пізніші переробки створює уявлення про величину ранньохристиянської базиліки, що відрізняється досконалістю пропорцій, гармонією і урочистістю. Винятковий інтерес становлять мозаїки, що прикрашають церкву. У центральному нефі знаходяться фрески V століття на сюжети із Старого Завіту, що вражають своєю свіжістю, яскравістю фарб і красою. Сюжети мозаїк тріумфальної арки — Благовіщення, народження Христа і поклоніння йому. Вони створені в V столітті, але імовірно пізніше, ніж арки центрального нефа — в них відчувається вплив Візантії. У мозаїці абсиди, де зображено Коронування Марії, поєднуються частини що належать до V ст. з тими, які були створені Якопо Торріті наприкінці XIII століття, коли за вказівкою папи Миколи IV перебудовували абсиду. Саме до цього часу належать всі фігури. Увагу привертає дерев'яна касетна стеля, яка вважається роботою Джуліяно да Санґалло. Згідно з традицією, для позолоти стелі використовували золото з першої партії, привезене з Нового Світу (з Перу), яке папа Олександр VI отримав в подарунок від іспанського королівського дому — Фердинанда і Ізабелли. Підлога — робота Кудлате XII століття — значно змінена реставрацією, виконаної у XVIII столітті. В глибині правого нефа знаходиться надгробок кардинала Консальво Родрігеса кінця XIII століття.

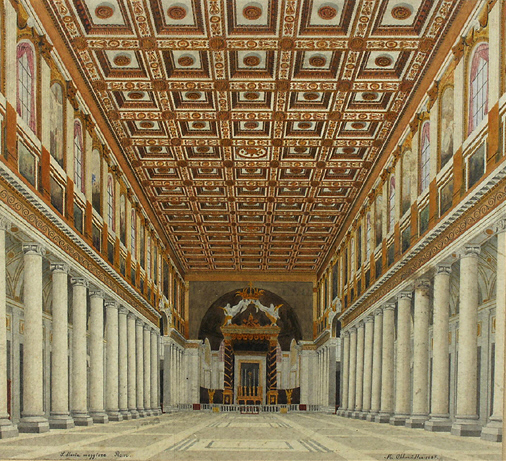
Нава (архітектура)
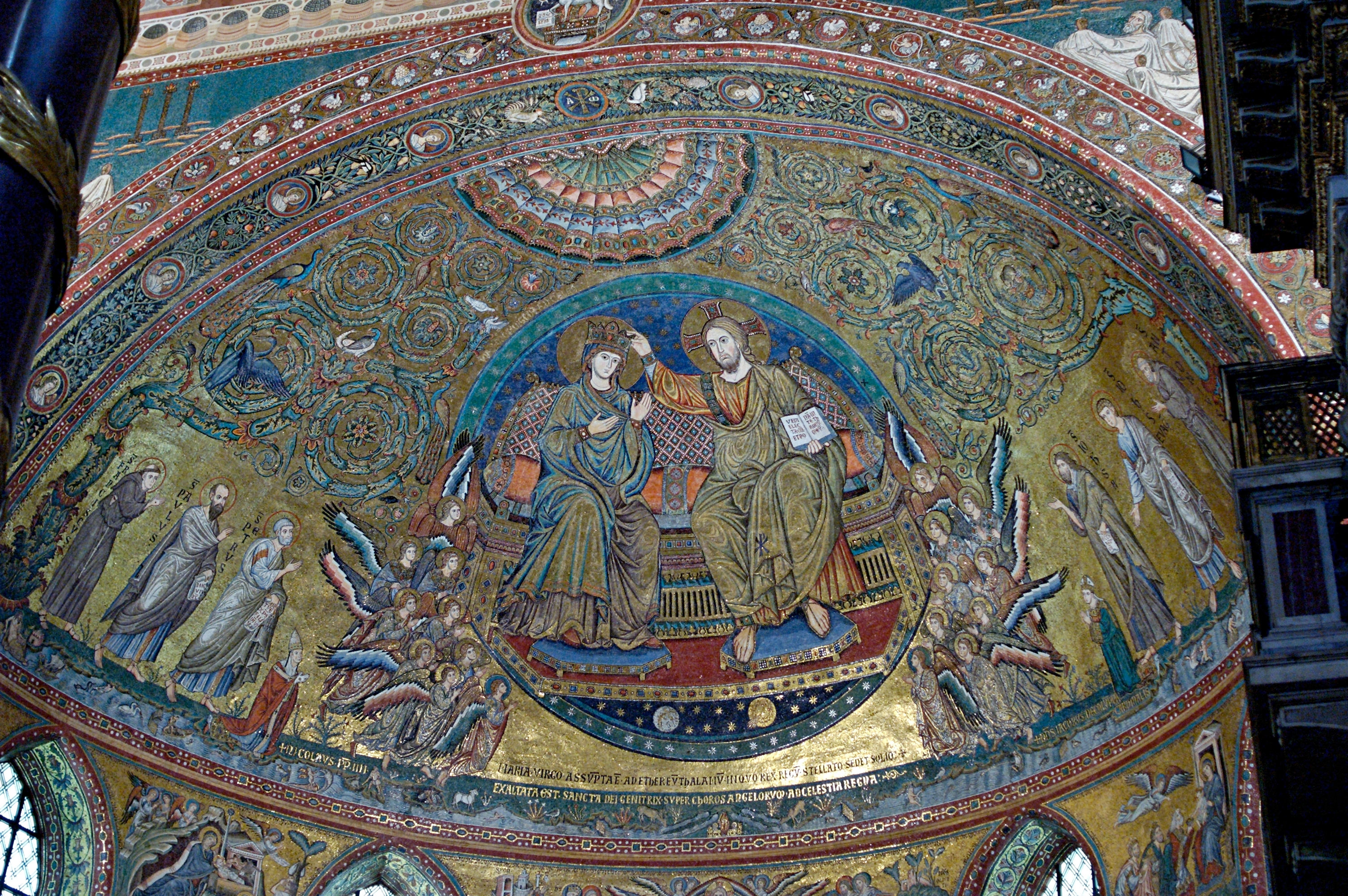
Мозаїка абсиди
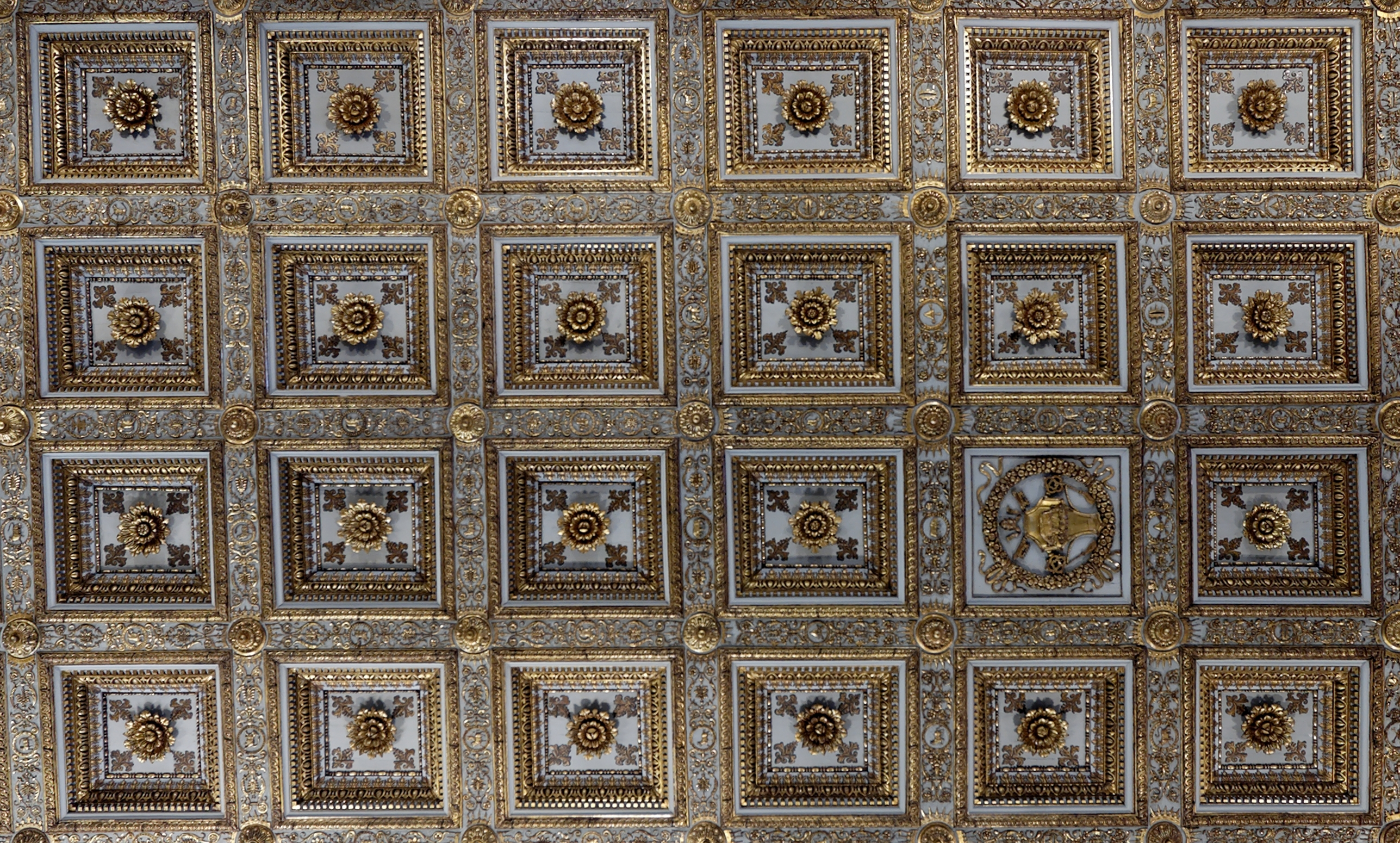
Касетна стеля
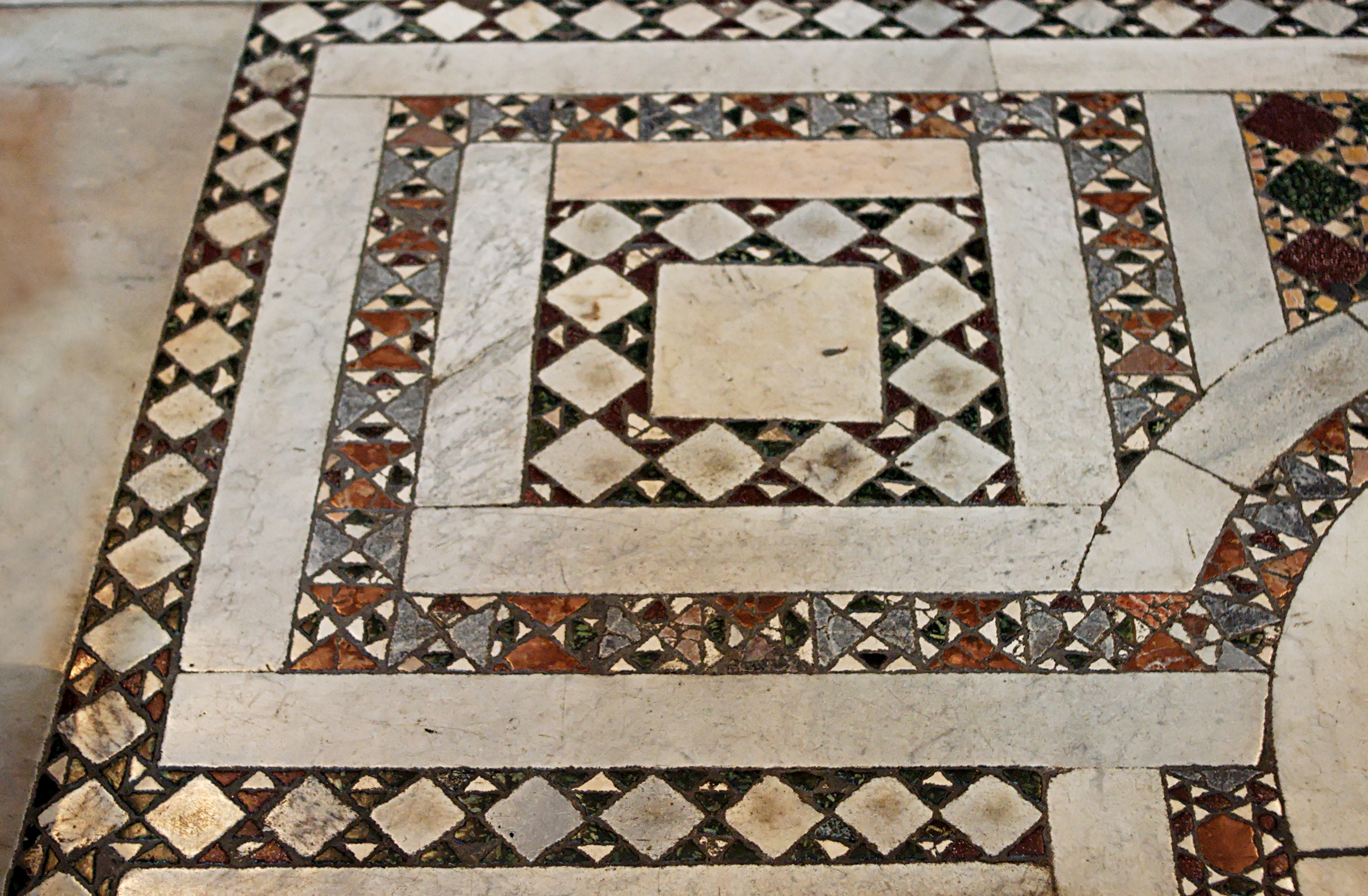
Підлога
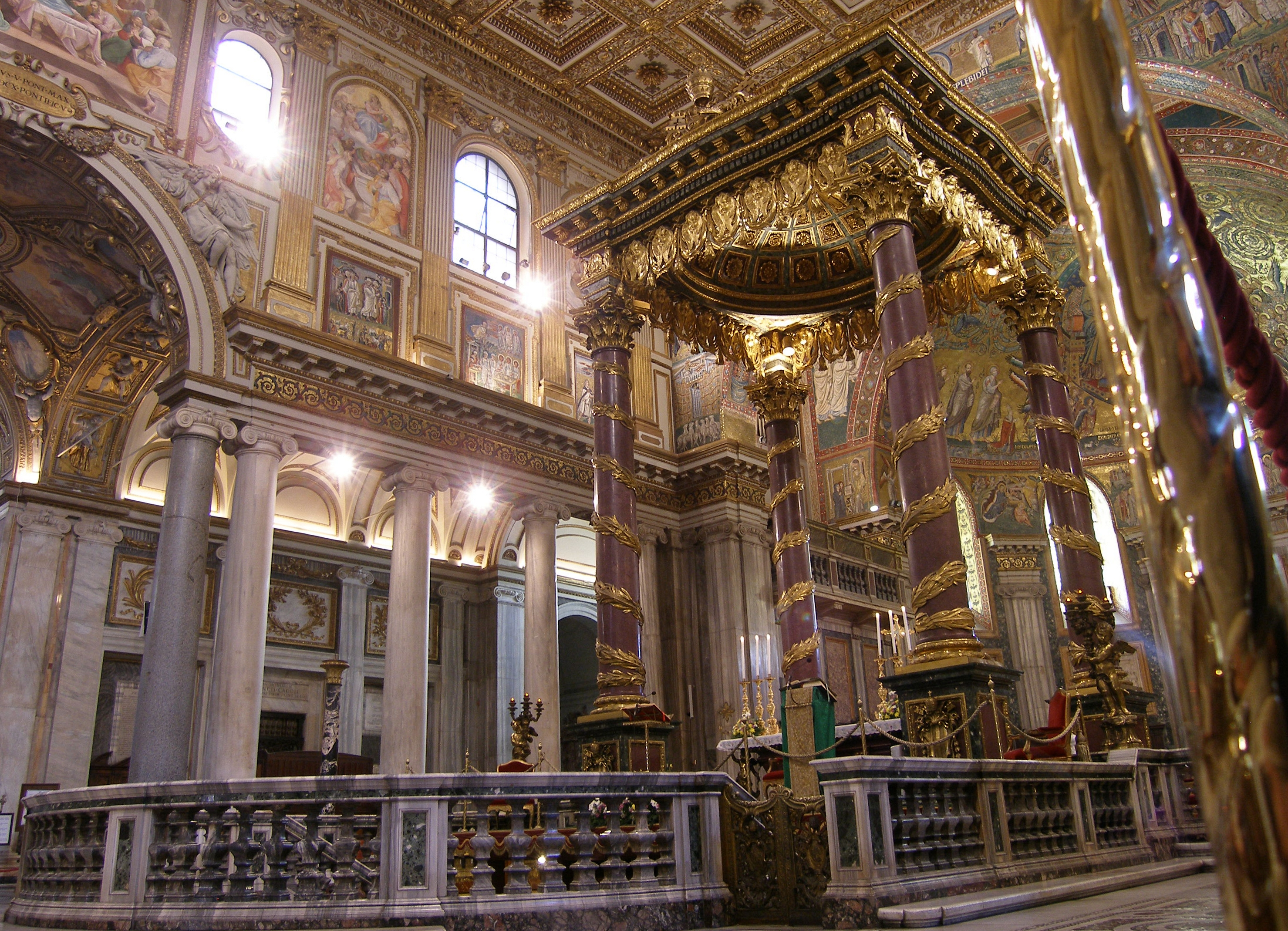
Балдахін

## Каплиці
Велику цікавість представляють три каплиці. Розташована з правої сторони Сикстинська капела побудована за дорученням папи Сікста V архітектором Доменіко Фонтана. Капелу увінчує купол, вона відрізняється багатством декору. Тут поховані Сікст V і Пій V. Їх чудові надгробні пам'ятники прикрашені барельєфами. Пройшовши з цієї капели у ліву наву, можна потрапити в Паолінську капелу, яка також називається капелою Боргезе, оскільки вона побудована за наказом Павла V, який походив із сімейства Боргезе. План цієї капели відповідає Сикстинській капелі у Ватикані, але її декоративне оздоблення відрізняється ще більшою розкішшю. У капелі поховані Климент VIII і Павло V. Капела Сфорца знаходиться на цій же стороні, але ближче до виходу та побудована Джакомо делла Порта, можливо за проєктом Мікеланджело.

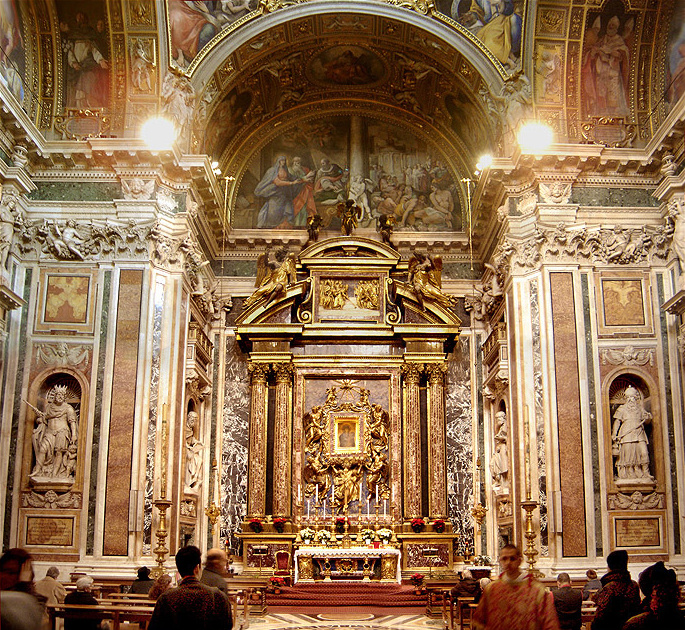
Інтер'єр капели Боргезе
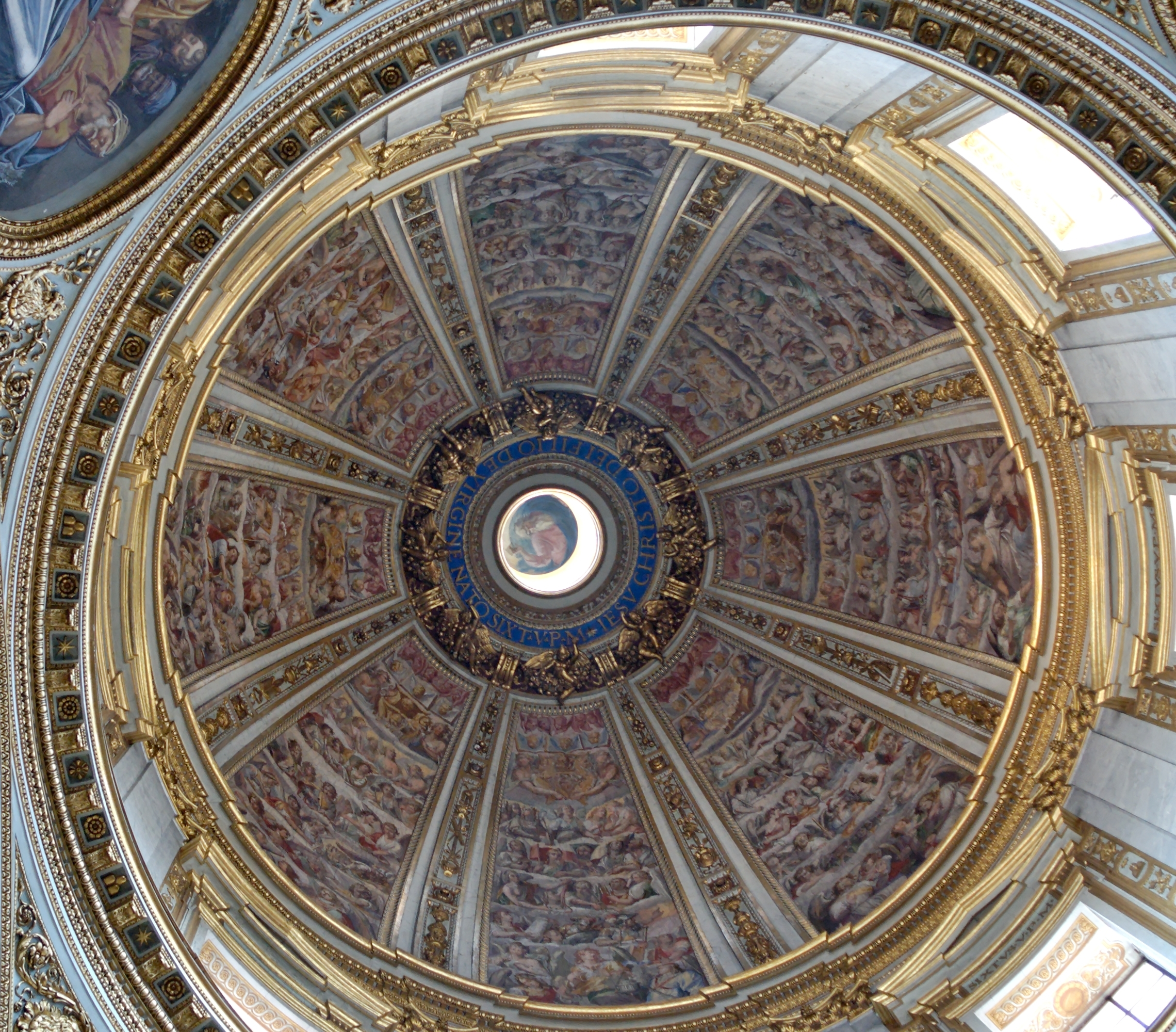
Склепіння Сикстинської капели
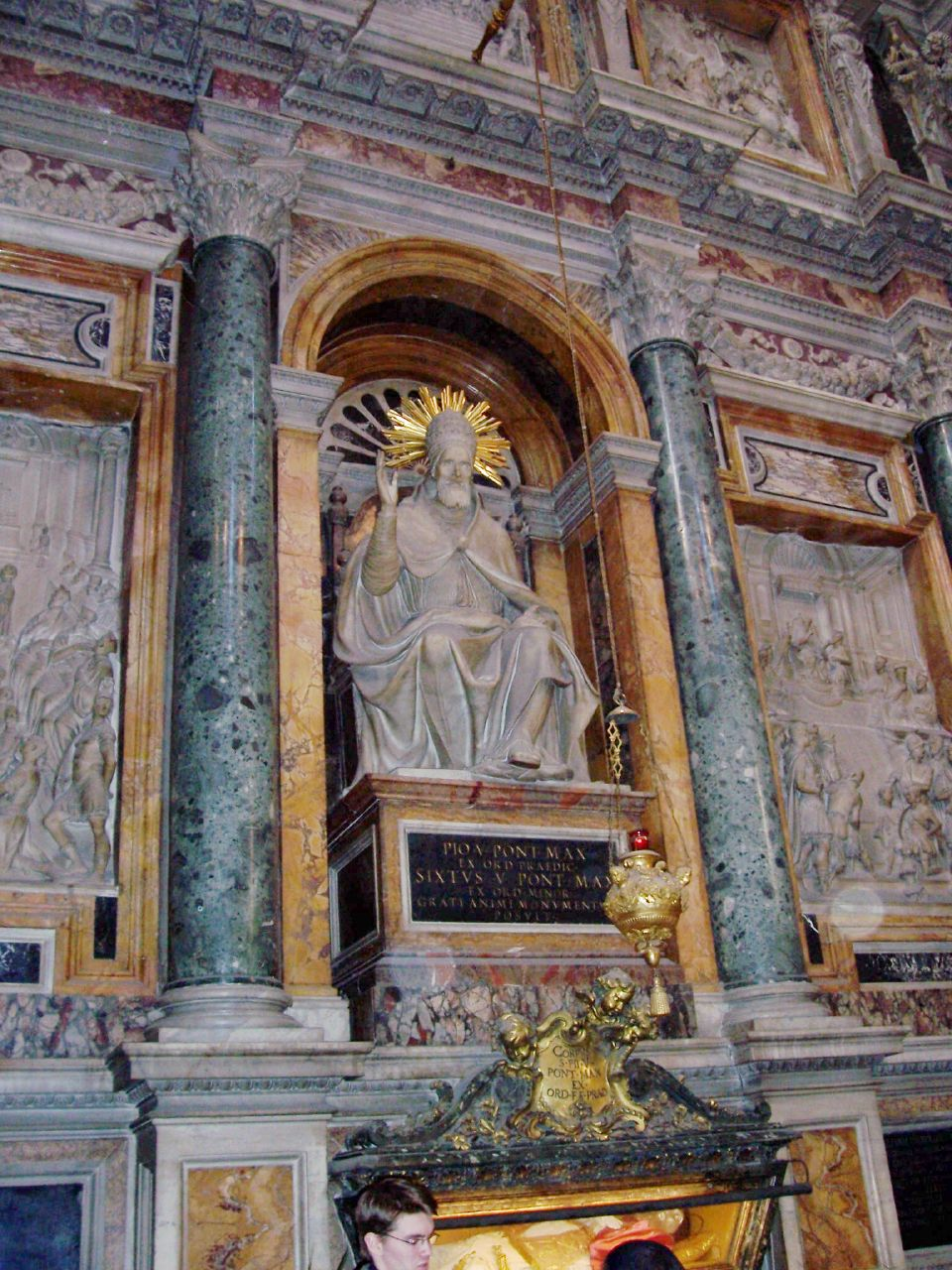
Надгробок Пія V
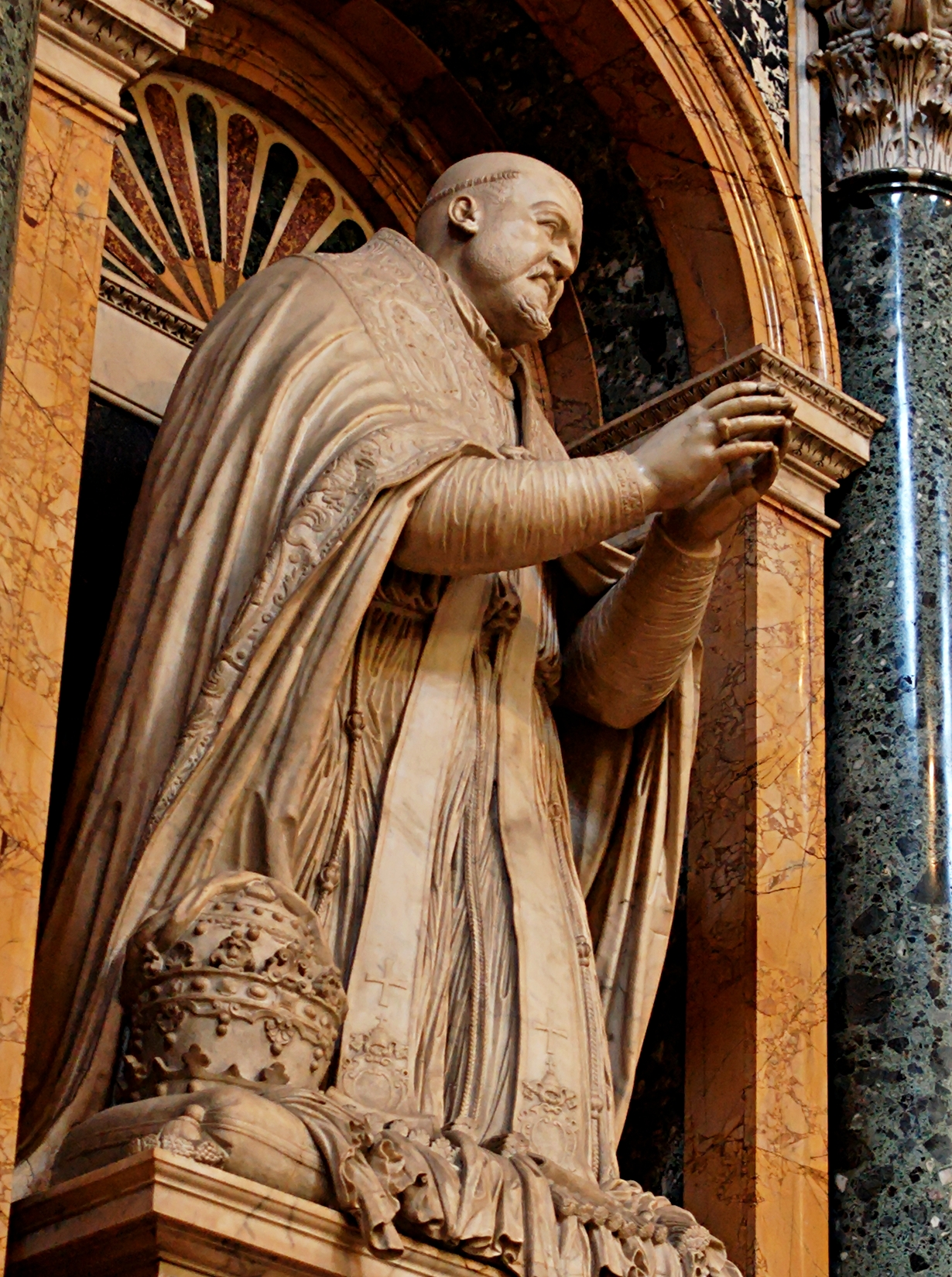
Надгробок Павла V
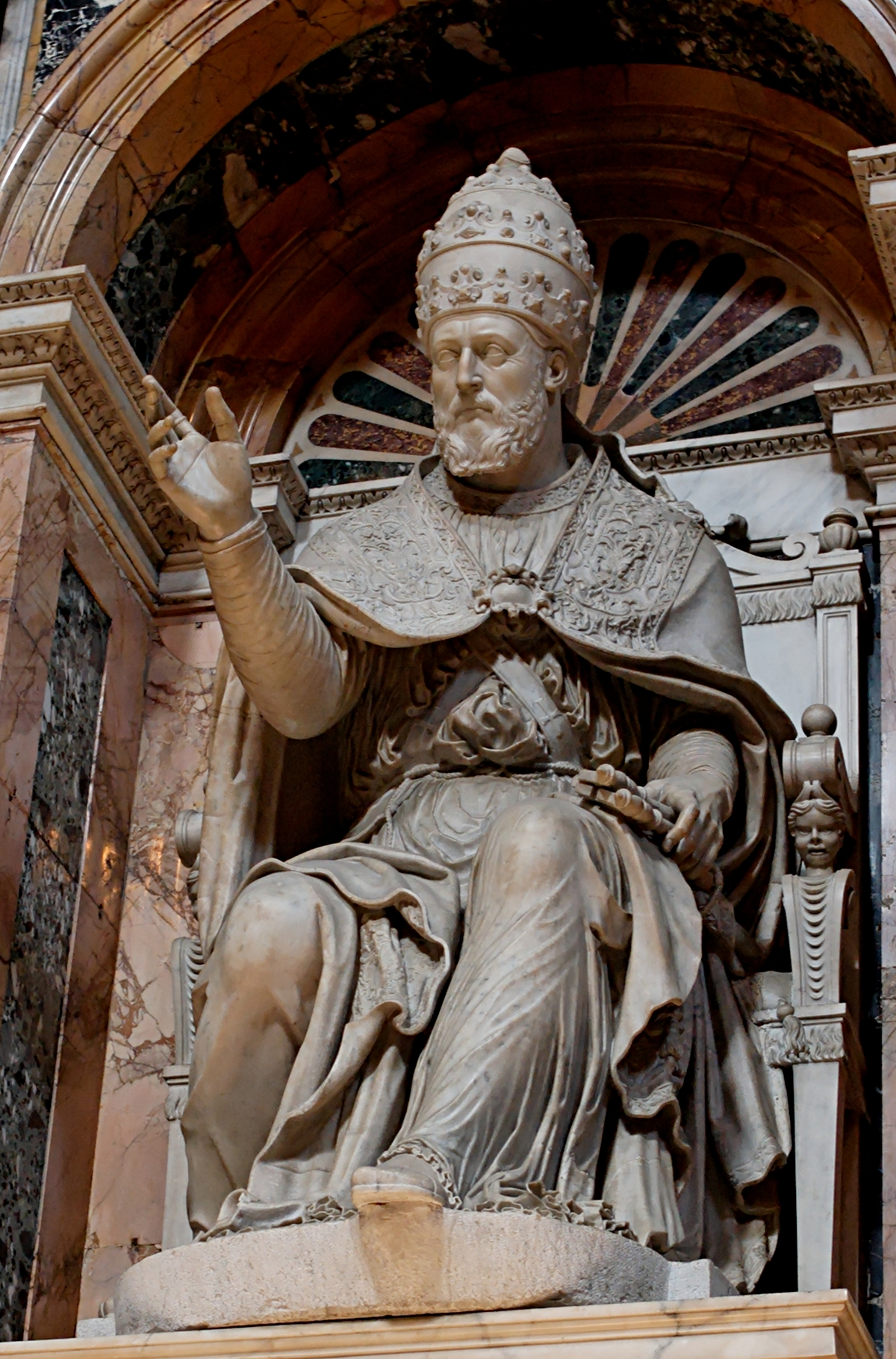
Надгробок Климента VIII